# Étienne Serres
Antoine Étienne Renaud Augustin Serres (1786–1868) (* Clairac, 12 de Setembro de 1786 † Paris, 22 de Janeiro de 1868), foi médico embriologista francês e professor de anatomia comparada do Museu Nacional de História Natual de Paris. Junto com Johann Friedrich Meckel, o Jovem formulou a teoria do paralelismo entre o desenvolvimento ontogenético e a escala natural, também conhecida como Lei de Meckel-Serres. Foi também (1841) presidente da Academia de Ciências da França e o seu trabalho científico foi fortemente influenciado pelas teorias de Lorenz Oken (1779-1851), Georges Cuvier e particularmente de Étienne Geoffroy Saint-Hilaire (1772-1844).

## Biografia
Em 1810 Serres recebeu seu diploma de doutor em medicina em Paris, e depois trabalhou no Hôtel-Dieu de Paris e no Hôpital de la Pitié. Em 1841 foi nomeado presidente da Academia de Ciências da França. De 1850 a 1868 ocupou a cátedra de anatomia comparada do Museu Nacional de História Natural.
Junto com o anatomista alemão Johann Friedrich Meckel, o Jovem, ele formulou a Lei Meckel-Serres. Esta teoria foi uma tentativa de fornecer uma ligação entre a "embriologia comparada" e um "modelo de unificação" do mundo orgânico. Ela se baseia na crença de que dentro de todo o reino animal existe um único tipo de corpo único e unificado e que durante o desenvolvimento, os órgãos dos animais superiores são equivalentes comparativamente às formas dos órgãos dos animais inferiores. Esta teoria pode ser aplicada a vertebrados e invertebrados, e também estabelece que os animais superiores passam por estágios embriológicos semelhantes aos estágios adultos das formas de vida inferiores no curso do seu desenvolvimento, uma versão da Teoria da recapitulação mais tarde estabelecida na declaração de que a Ontogenia é uma recapitulação da filogenia de Ernst Haeckel (1834-1919).
No campo da Teratologia, Serres explicou a presença das deformações como casos de desenvolvimento reprimido ou de superdesenvolvimento. De certa forma ele discordou com Charles Darwin com relação às teorias da evolução do renomado cientista. Serres acreditava que os humanos eram criaturas especiais e a meta suprema de toda a criação.

## Epônimos associados
- Ângulo de Serres: também conhecido como ângulo metafacial, é um ângulo entre a base do crânio e o processo pterigóideo da esfenóide.[4]
- Glândulas de Serres ou tartarosas: A Célula Epitelial é encontrada no Tecido conjuntivo subepitelial do palato de um recem-nascido, com a finalidade de segregar o tártaro.

## Obras

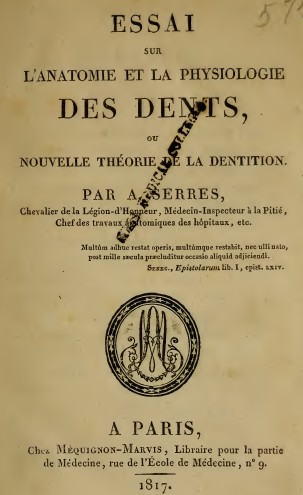
Ensaio sobre a anatomia e a fisiologia dos dentes ou Nova Teoria sobre a Dentição, 1817.

- Essai sur l'anatomie et la physiologie des dents, ou Nouvelle théorie de la dentition, 1817 - Ensaio sobre a anatomia e fisiologia dos dentes, ou Nova Teoria sobre a Dentição.
- Anatomie comparée du cerveau, dans les quatre classes des animaux vertébrés, appliquée à la physiologie et à la pathologie du système nerveux, 1824-1827 - Anatomia comparada do cérebro, nas quatro classes de vertebrados, aplicada à fisiologia e à patologia do sitema nervoso.
- Anatomie comparée transcendante: principes d'embryogénie, de zoogénie et de tératogénie   Paris : Firmin Didot , 1859
- Anatomie transcendante: de la loi générale des formations organiques [...] / Etienne Renaud Auguste Serres / Paris : Thuau , 1829 (Anatomia transcendete: da lei geral sobre as formações orgânicas)
- Cours d'anthropologie (anatomie et histoire naturelle de l'homme). Résumé des leçons sur l'embryogénie anthropologique   Paris : impr. Fourquemin , [1851?] (Curso de Antropologia: anatomia e história natural do homem. Resumo das lições sobre a embriogenia antropológica)
- De la vaccine et de la revaccination: Institut Royal de France. Académie des Sciences. Séance du 10 mars 1845 / [Paris : F. Didot frères] , 1845 (Sobre a vacina e a vacinação)
- Des lois de l'embryogénie ou des régles de formation des animaux et de l'homme / Paris : J.B. Baillière , (Sobre as leis que regem a embriogenia ou as regras de formação do animal e do homem)
- Essai sur la certitude et l'incertitude de la médecine [Ressource électronique] : (Ensaio sobre a certeza e a incerteza da medicina: tese apresentada e apoiada pela Faculdade de Medicina de Paris no dia 1 de Junho de 1810 / por Etienne-Renaud-Auguste Serres / Paris : BIUM , 2003
- Discurso fúnebre de M. Audouin: 11 de novembro 1841 / Discurso de M. Serres, [M. Chevreul et M. Milne Edwards] ; Institut royal de France, Académie des Sciences / Paris : Institut royal de France , 1841
- Discurso fúnebre de M. Geoffroy Saint Hilaire: 22 de Junho de 1844 / discurso de M. Duméril, [M. Chevreul, M. Pariset [et al.]] ; Institut royal de France, Académie des Sciences, 1844
- Discurso fúnebre de M. Barão Portal: quarta-feira 25 de julho de 1832 / discurso de M. Serres [e M. Barão Silvestre de Sacy] ; Académie royale des sciences / Paris : Institut royal de France , 1832
- Discurso fúnebre de M. Magendie... quinta-feira 11 de outubro de 1855/ discurso de M. Serres,... [et M. Villermé] ; Institut impérial de France, Académie des Sciences / Paris : Institut impérial de France , 1855
- Monument scientifique de G. Cuvier: apelo aos autores que contribuíram com o seu trabalho para o progresso da ciência física / Geoffroy Saint Hilaire, A. de Jussieu, Larrey, Serres, Bory de Saint-Vincent, Desmarest, Agassiz, Breschet, A. Comte, Cruveilher, Foy, Duvernoy, Isid. Geoffroy Saint Hilaire, Guérin, Martin Saint-Ange, Félix de Roissy, Rousseau / Paris : Impr. de Decourchant , 1832
- Observations sur les maladies du système nerveux  Médecin de l'Hôpital de la Pitié (Observações sobre as doenças do sistema nervoso)
- Précis d'anatomie transcendante appliquée à la physiologie : Principes d'antomie organogénie / Étienne Renaud Augustin Serres / Paris : C. Gosselin , 1842 (Precisão da anatomia transcendente aplicada à fisiologia: Princípios da anatomia organogênica.
- Principes d'embryogénie, de zoogénie et de tératogénie, 1859 - Princípios de embriogenia, zoogenia e teratogenia.
- Rapport sur le concours pour le prix de médecine et de chirurgie, fondation Montyon/ commissaires: MM. cl. Bernard, Serres, Velpeau, J. Cloquet, Coste, Rayer, Milne Edwards, Longet, ch. Robin rapporteur / Paris : Gauthier-Villars , 1867 (Relatório sobre o concurso para o prêmio de medicina e cirurgia, fundação Montyon...)
- Rapport sur les prix de médecine et de chirurgie de l'année 1835  Institut Royal de France / [Paris] : Institut royal de France , [1835]
- Recherches d'anatomie transcendante et pathologique: théorie des formations et des déformations organiques ... atlas de 20 planches / Serres / Paris : J.B. Baillière , 1832? (Pesquisas de anatomia transcendente e patológica: teoria sobre as formações e deformações orgânicas ...)
- Remarques sur l'encéphale des poissons, ca 1854 (Observações sobre o cérebro do peixe)
- Seção pública terça-feira 28 de dezembro de 1841/ Presidida por M. Serres ; Institut royal de France, Académie royale des Sciences / Paris : Institut royal de France , 1841
- Théorie des déformations organiques, appliquées à l'anatomie de Ritta-Christina, et de la duplicité monstrueuse ... Paris : impr. de F. Didot frères , 1832 (Teoria sobre as deformações orgânicas, aplicada à anatomia de Ritta=Christina, e sobre a duplicidade monstruosa...)
- Traité de la fièvre entéro-mésentérique, observée, reconnue et signalée publiquement a l'Hôtel-Dieu de Paris, dans les années 1811, 1812 et 1813/ par A. Petit ; Composé en partie par E.R.A. Serres / Paris : Hacquart , 1813 (Tratado sobre a febre entero-mesentérica, observada, reconhecida e divulgada publicamente no Hôtel-Dieu de Paris, entre os anos 1811,1812 e 1813 ...)